# Proechinophthirus
Proechinophthirus är ett släkte av insekter. Proechinophthirus ingår i familjen sällöss.
Kladogram enligt Catalogue of Life:
| Proechinophthirus | \| \| Proechinophthirus fluctus \| \| \| \| \| \| Proechinophthirus zumpti \| \| \| \| |
|                   | \| \| Proechinophthirus fluctus \| \| \| \| \| \| Proechinophthirus zumpti \| \| \| \| |
|                   | Antarctophthirus                                                                       |
|                   |                                                                                        |
|                   | Echinophthirius                                                                        |
|                   |                                                                                        |
|                   | Latagophthirus                                                                         |
|                   |                                                                                        |
|                   | Lepidophthirus                                                                         |
|                   |                                                                                        |
|                   | Proechinophthirus fluctus                                                              |
|                   |                                                                                        |
|                   | Proechinophthirus zumpti                                                               |
|                   |                                                                                        |

|  | Proechinophthirus fluctus |
|  |                           |
|  | Proechinophthirus zumpti  |
|  |                           |